# Aalten
Aalten (anhörenⓘ) ist eine im Osten der Niederlande gelegene Gemeinde. Sie befindet sich im Achterhoek in der Provinz Gelderland unmittelbar an der Grenze zum deutschen Bundesland Nordrhein-Westfalen. Aalten lebt vor allem von der Landwirtschaft, dem Kleingewerbe und dem Tourismus. Es hat einen Bahnhof an der Bahnstrecke Winterswijk–Zevenaar, betrieben von Arriva. Von den früher hier befindlichen drei Burgen ist nur das Walfort erhalten.
Aalten ist Nachbarort der deutschen Stadt Bocholt und lag an der Bahnstrecke Lichtenvoorde–Bocholt. Seit August 2021 wird Aalten vom Stadtbus Bocholt bedient.
Mit der Gemeindereform vom 1. Januar 2005 wurde die benachbarte Gemeinde Dinxperlo (ca. 8.600 Einwohner) aufgelöst und Teil der Gemeinde Aalten, die vorher etwa 18.900 Einwohner hatte.
Ein bekannter Einwohner ist Angus Young, Gitarrist der australischen Band AC/DC.

## Geschichte

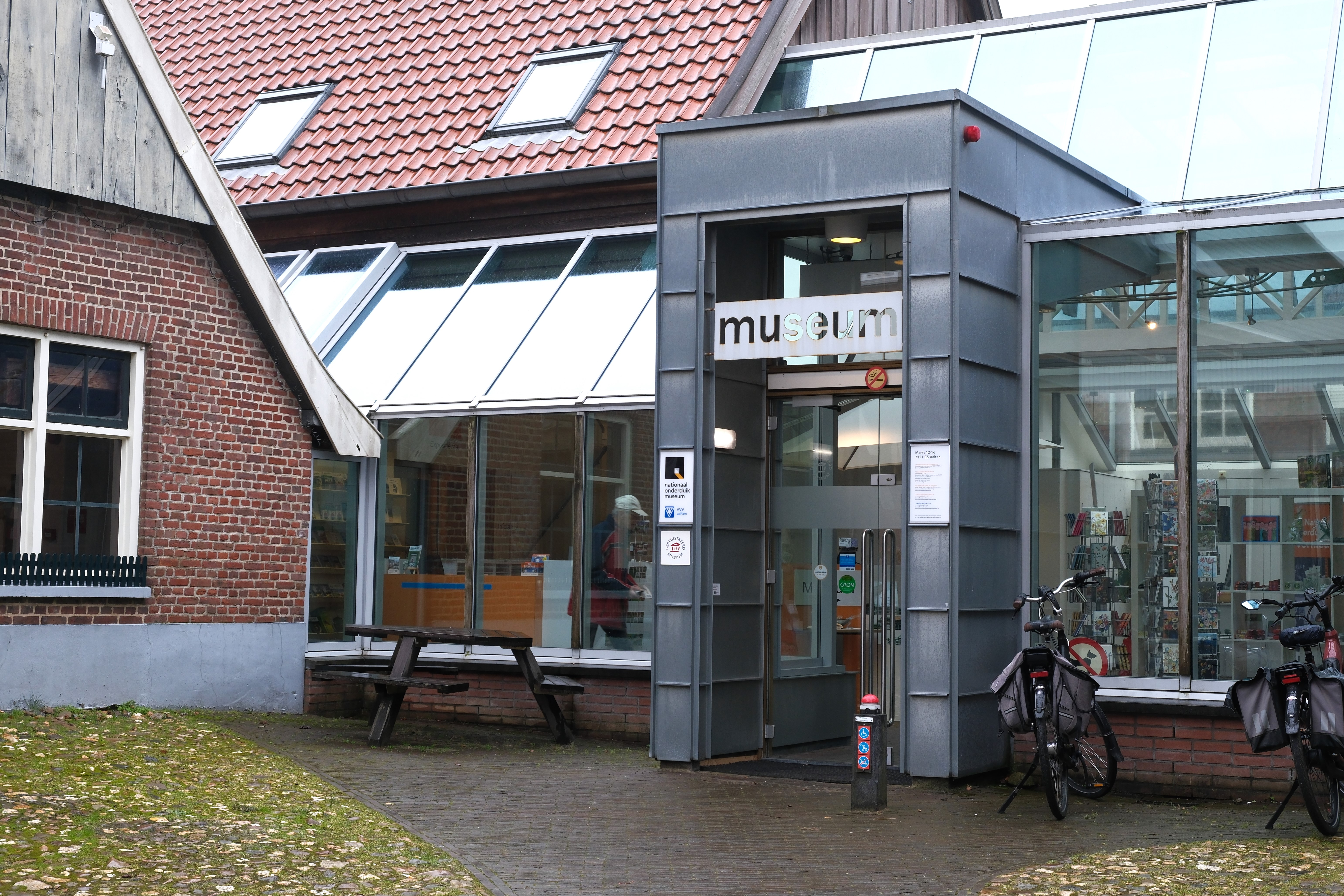
Nationaal Onderduikmuseum, Markt 12 in Aalten

In Aalten wurden während des Zweiten Weltkrieges besonders viele untergetauchte Personen wie Juden, politisch und rassisch Verfolgte, Widerständler und vor der Zwangsarbeit geflüchtete vor den deutschen Besatzern und der Polizei versteckt. In Aalten kamen auf eine Einwohnerzahl von 13.000 etwa 2.500 Untertaucher. Das Gebäude Markt 12, Wohnhaus der Familie Kempink, war Sitz der deutschen Ortskommandantur, Zufluchtsort bei Bombenangriffen für die Menschen aus der Nachbarschaft und Versteck für jene, die vor den Nationalsozialisten hatten untertauchen müssen. Heute ist darin das Nationaal Onderduikmuseum untergebracht.

## Ortsteile
- das eigentliche Dorf Aalten (12.990 Einwohner; Sitz der Gemeindeverwaltung)
- Bredevoort, bekannt als „Bücherstadt“ (1.960 Einwohner)
- Dale (620 Einwohner)
- Dinxperlo: Der Ort weist die Besonderheit auf, dass seit dem Ersten Weltkrieg die Grenze zu Deutschland mitten durch den 7.275 Einwohner zählenden Ort geht. Die Staatsgrenze verläuft zum Teil durch Grundstücke, so dass einzelne Häuser nur über das Nachbarland erreicht werden können. Auch eine Straße wurde geteilt. Heute ist die Grenze zum deutschen Bocholt-Suderwick nur noch an den unterschiedlichen Kfz-Kennzeichen und Verkehrsschildern erkennbar. Dinxperlo hat auch die einzige deutsch-niederländische Polizeistation. Sie liegt auf niederländischem Gebiet, direkt am Rathaus. Die kleinste Kirche der Niederlande steht in Dinxperlo.
- Haart (640 Einwohner)
- De Heurne (1.030 Einwohner) und Heurne (340 Einwohner)
- IJzerlo (655 Einwohner)
- ’t Klooster
- Lintelo (845 Einwohner)

## Politik

### Sitzverteilung im Gemeinderat
Der Gemeinderat wird seit 1982 folgendermaßen gebildet:
| Partei                                | Sitze | Sitze | Sitze | Sitze | Sitze | Sitze | Sitze  | Sitze | Sitze | Sitze | Sitze |
| Partei                                | 1982  | 1986  | 1990  | 1994  | 1998  | 2002  | 2004 a | 2010  | 2014  | 2018  | 2022  |
| ------------------------------------- | ----- | ----- | ----- | ----- | ----- | ----- | ------ | ----- | ----- | ----- | ----- |
| CDA                                   | 11    | 10    | 10    | 7     | 8     | 8     | 10     | 7     | 7     | 6     | 7     |
| GemeenteBelangen                      | –     | –     | –     | –     | –     | –     | 2      | 4     | 4     | 5     | 4     |
| BBB                                   | –     | –     | –     | –     | –     | –     | –      | –     | –     | –     | 4     |
| Henk Meerdink Volksvertegenwoordiging | –     | –     | –     | –     | –     | –     | –      | –     | 2     | 1     | 4     |
| Progressieve Partij b                 | –     | –     | –     | –     | –     | –     | 3      | 3     | 3     | 3     | 2     |
| VVD                                   | 3     | 2     | 1     | 2     | 2     | 2     | 2      | 3     | 2     | 3     | 2     |
| D66                                   | –     | –     | –     | 1     | 0     | –     | –      | –     | –     | 2     | 1     |
| ChristenUnie                          | –     | –     | –     | –     | –     | 1     | 1      | 1     | 2     | 1     | 1     |
| PvdA b                                | 2     | 3     | 3     | 2     | 2     | 2     | 3      | 3     | 1     | –     | –     |
| Change c                              | –     | –     | –     | –     | –     | –     | 0      | 0     | –     | –     | –     |
| Progressief Beraad b                  | –     | 2     | 3     | 2     | 2     | 3     | –      | –     | –     | –     | –     |
| Christelijke Volkspartij b            | –     | –     | –     | 2     | 1     | 1     | –      | –     | –     | –     | –     |
| Leefbare Achterhoek                   | –     | –     | –     | –     | –     | 0     | –      | –     | –     | –     | –     |
| RPF                                   | 0     | 0     | 0     | 1     | 2     | –     | –      | –     | –     | –     | –     |
| PPR                                   | 1     | –     | –     | –     | –     | –     | –      | –     | –     | –     | –     |
| PSP                                   | 1     | –     | –     | –     | –     | –     | –      | –     | –     | –     | –     |
| EVP                                   | 1     | –     | –     | –     | –     | –     | –      | –     | –     | –     | –     |
| Gesamt                                | 17    | 17    | 17    | 17    | 17    | 17    | 21     | 21    | 21    | 21    | 21    |

Anmerkungen

### Bürgermeister
Seit dem 22. Dezember 2017 ist Anton Stapelkamp (ChristenUnie) amtierender Bürgermeister der Gemeinde. Zu seinem Kollegium zählen die Beigeordneten Henk Rijks (GemeenteBelangen), Ted Kok (CDA), Henk Wiltink (ChristenUnie), Gerard Nijland (CDA) sowie der Gemeindesekretär Jan Nobel.

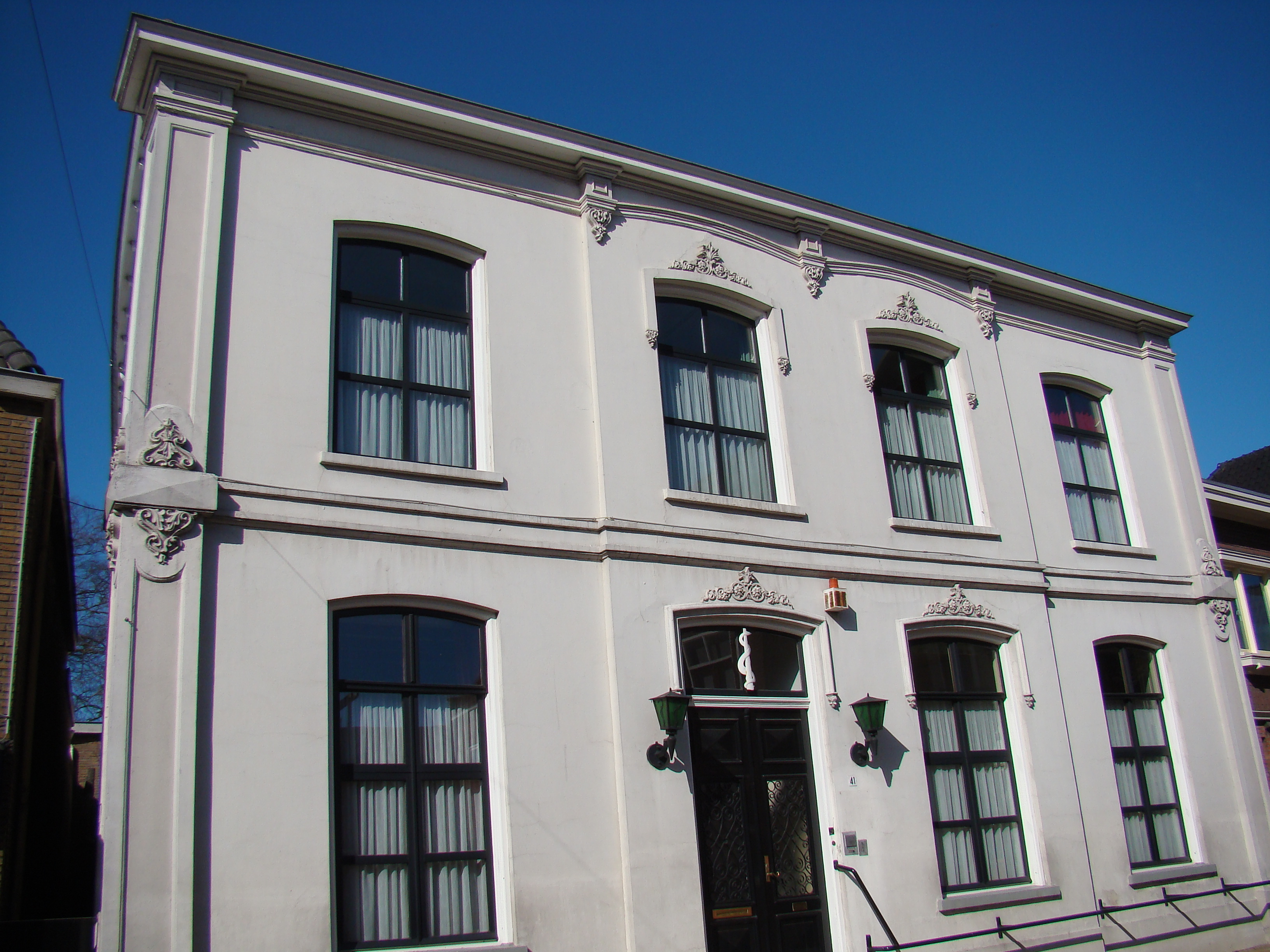
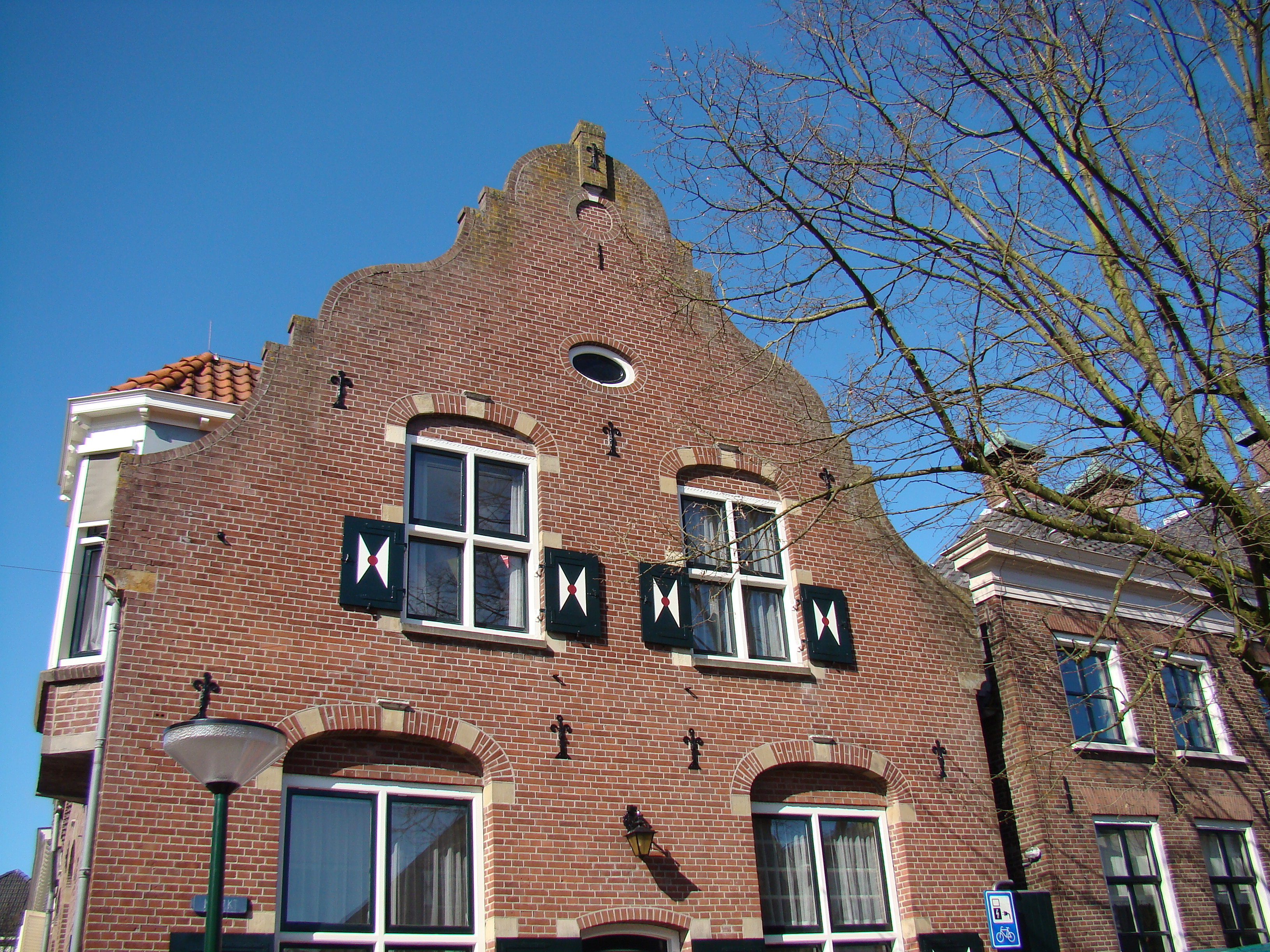
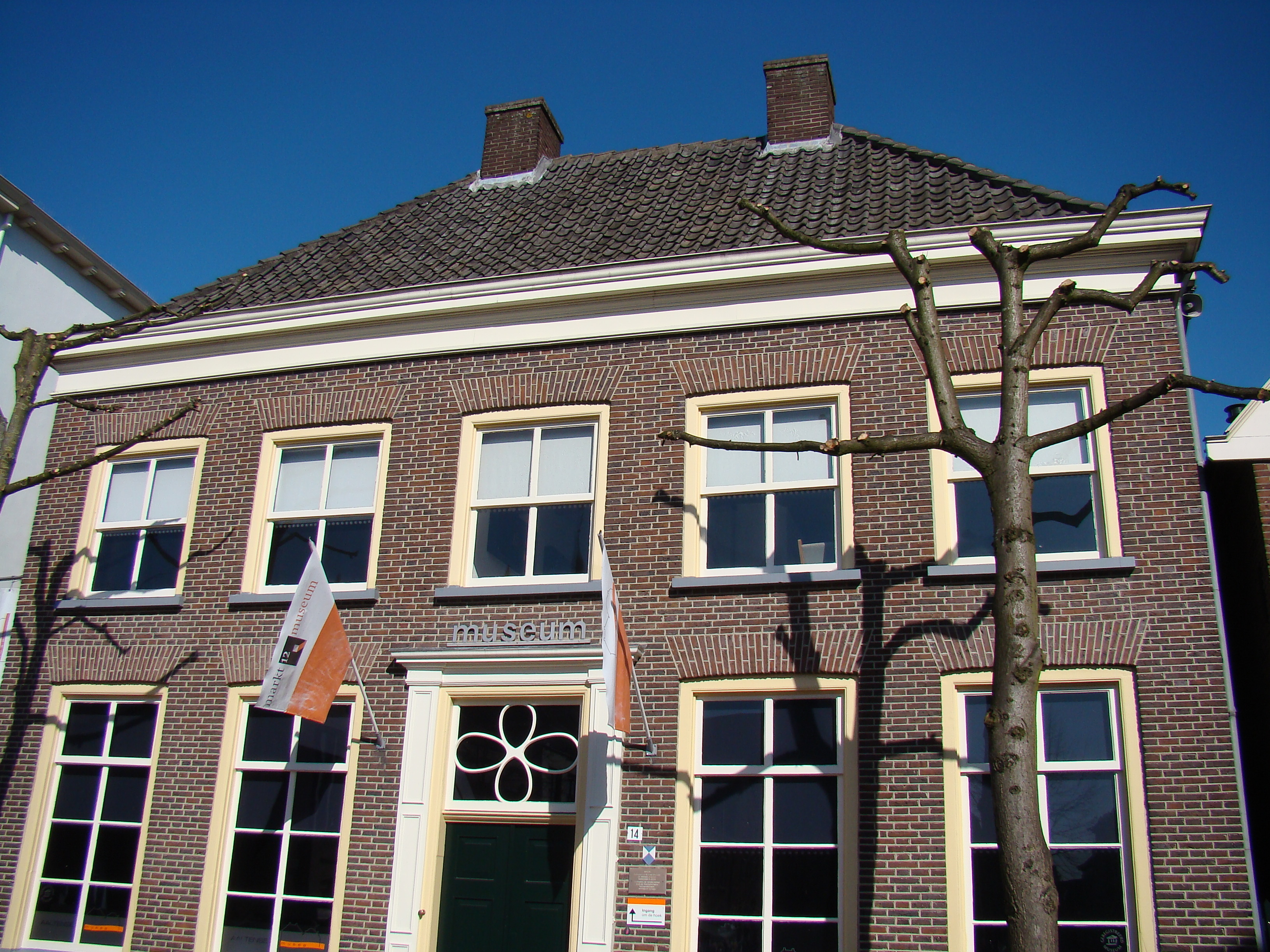
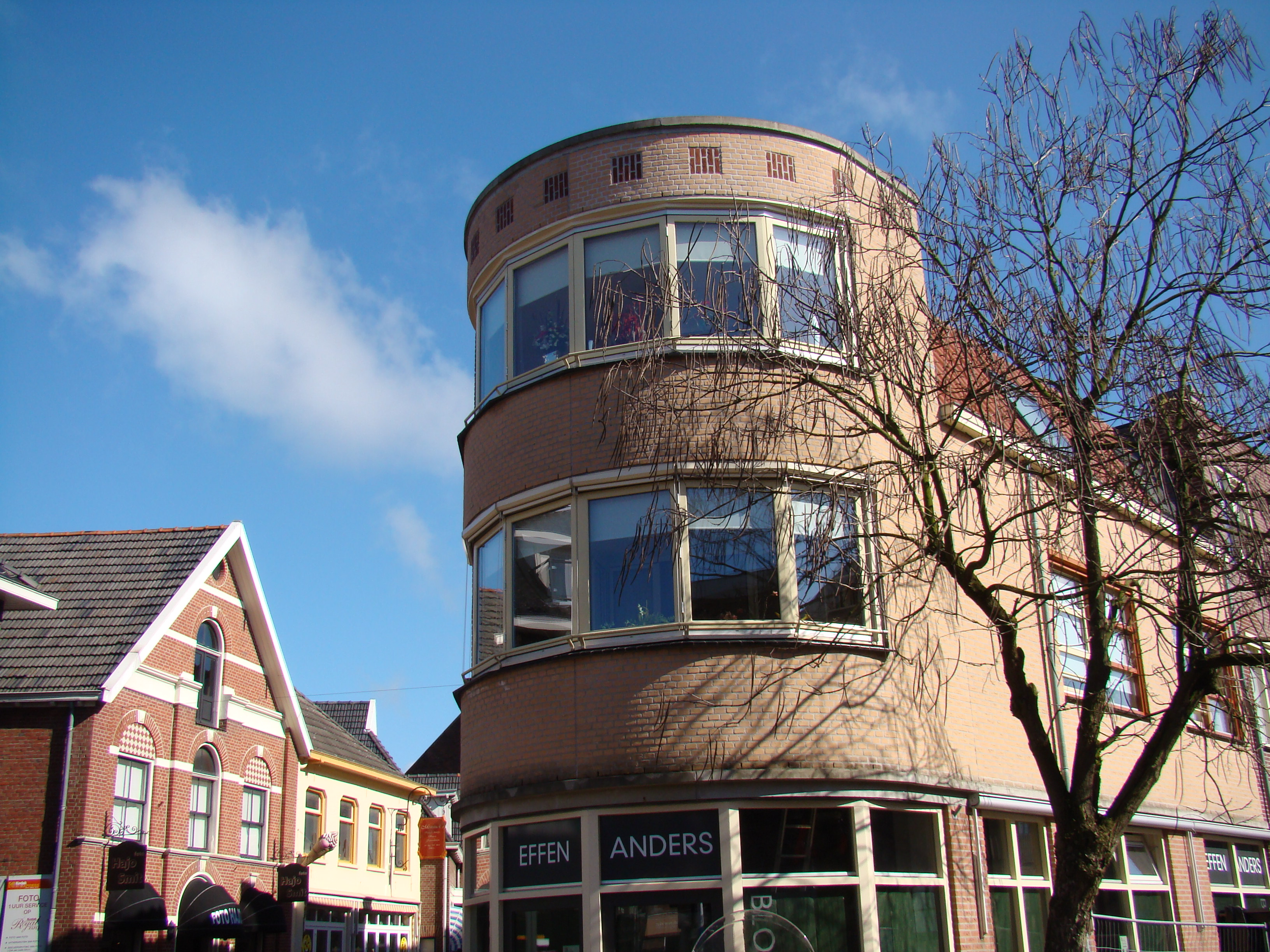
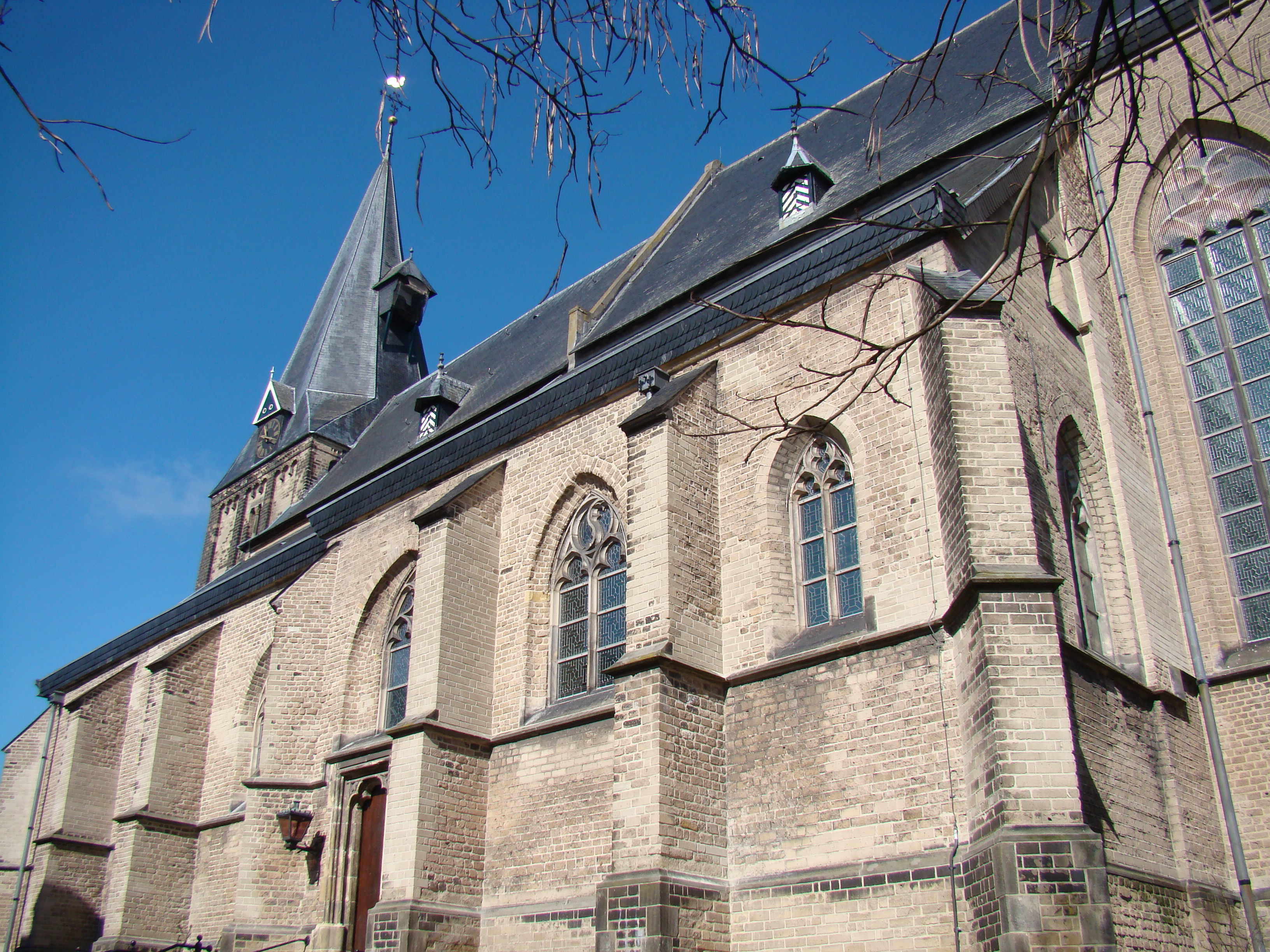
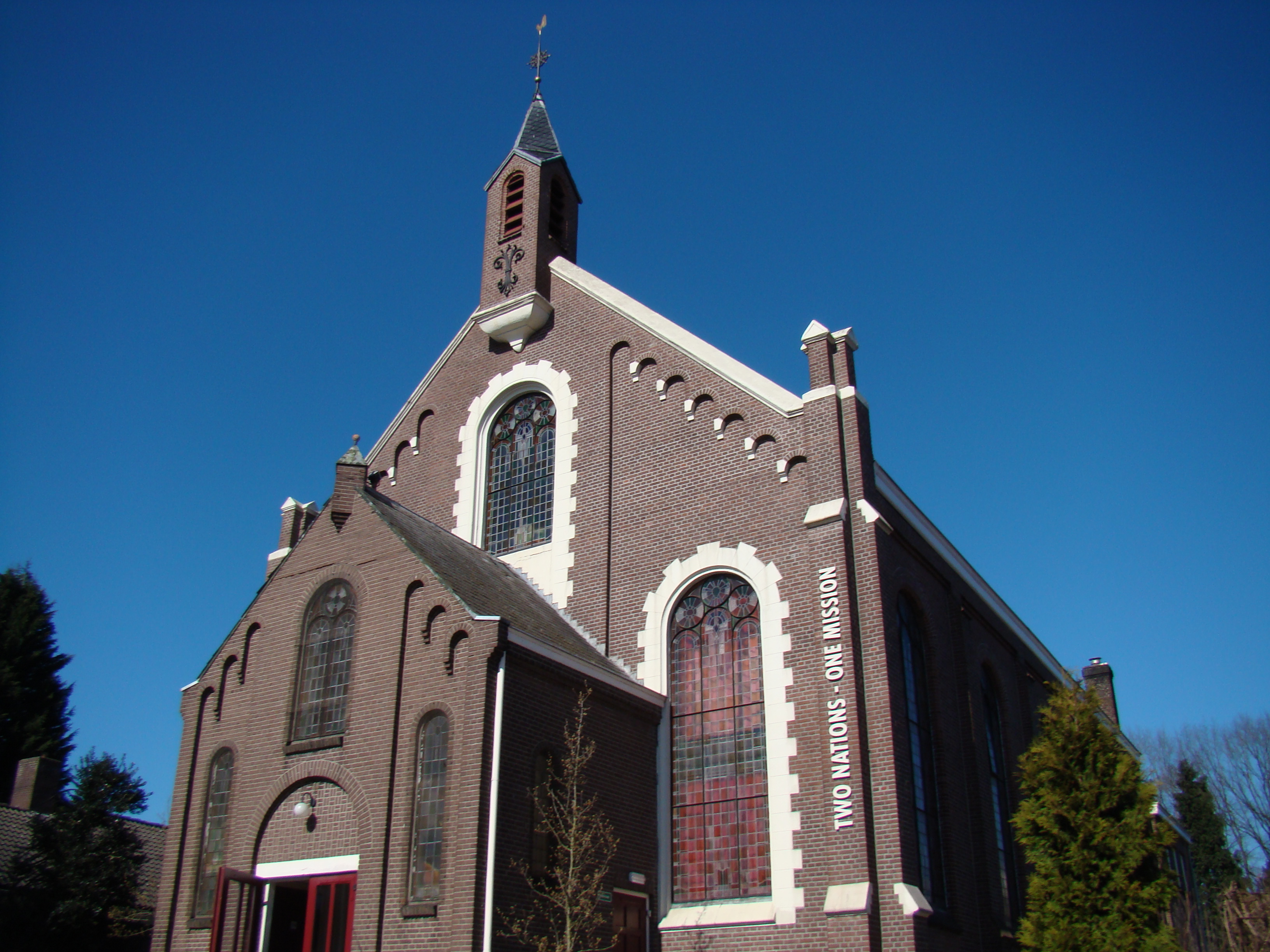

## Söhne und Töchter der Stadt
- Loek Beernink (* 1986), Schauspielerin und Sängerin
- Robert Gesink (* 1986), Radrennfahrer
- Ton Kotter (1906–1991), Komponist und Dirigent
- Hans Vultink (* 1937), Karambolagespieler und Welt- und Europameister
- Reinette van Zijtveld (1961–2021), Jazzsängerin